# Depot von Kriebitzsch
Das Depot von Kriebitzsch (auch Hortfund von Kriebitzsch) ist ein Depotfund der frühbronzezeitlichen Aunjetitzer Kultur (2300–1550 v. Chr.) aus Kriebitzsch im Landkreis Altenburger Land (Thüringen). Die erhaltenen Gegenstände des Museums befinden sich heute im Schloss Altenburg.

## Fundgeschichte
Das Depot wurde 1905 in einer Sandgrube gefunden. Es lag in einer Tiefe von 0,75 m.

## Zusammensetzung
Das Depot war in zwei Keramikgefäßen niedergelegt worden, die nicht aufgehoben wurden und über deren Form nichts bekannt ist. Die Gefäße enthielten mindestens 15 Bronzegegenstände: zwölf rundstabige Ösenhalsringe, zwei schwere ovale offene Ringe und ein Randleistenbeil. Ein Ösenhalsring ist verschollen.